# Friedrich Schirmer (Politiker, 1893)

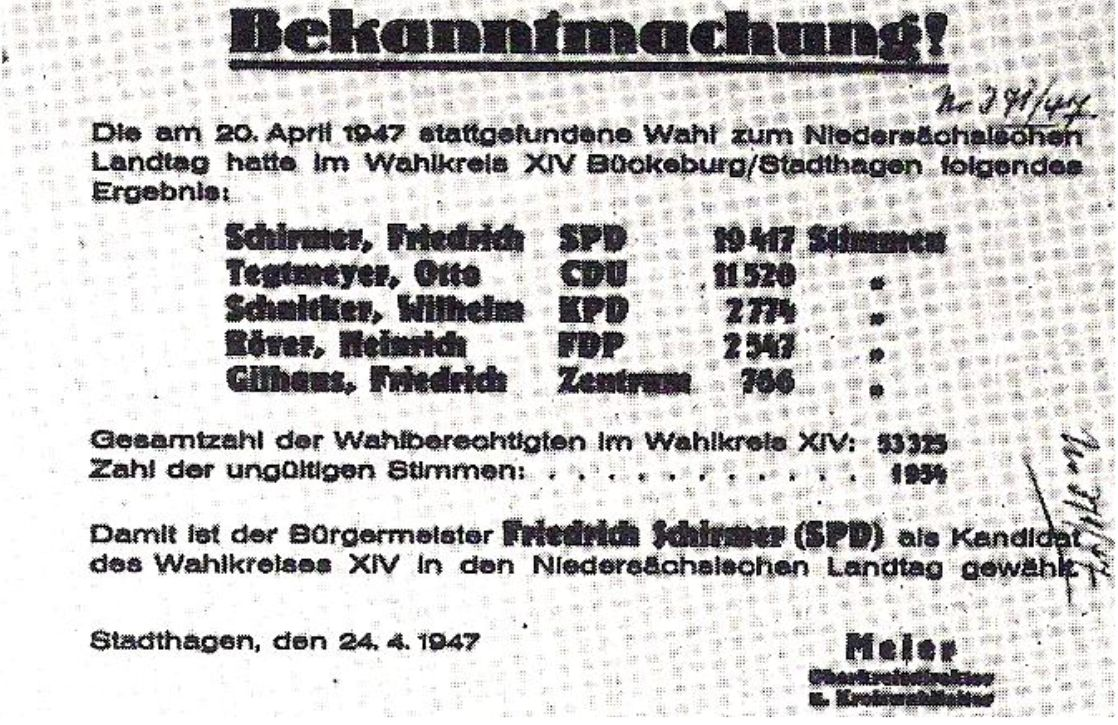
Bekanntgabe des Ergebnisses bei der Landtagswahl 1947

Friedrich Schirmer (* 22. Juli 1893 in Vornhagen, Gemeinde Lüdersfeld, Kreis Stadthagen; † 28. Dezember 1964 in Stadthagen) war ein deutscher Politiker (SPD) und Mitglied des Niedersächsischen Landtages.

## Leben
Friedrich Schirmer absolvierte eine handwerkliche Ausbildung als Flaschenmacher. Im Jahr 1910 trat er in die Gewerkschaft ein, ein Jahr später wurde er Mitglied der SPD. In Stadthagen wurde er 1927 Leiter des Allgemeinen Deutschen Gewerkschaftsbundes. Zudem war er bis zum Jahr 1933 in Stadthagen Stadtverordneter. In den Jahren 1937 bis 1945 arbeitete er in Hannover bei der Continental AG. 
Nach dem Ende der Zeit des Nationalsozialismus wurde er 1946 Gewerkschaftssekretär und Stadthagener Bürgermeister. 
Vom 20. April 1947 bis 5. Mai 1959 war er Mitglied des Niedersächsischen Landtages (1. bis 3. Wahlperiode).

## Familie
Friedrich Schirmer ist ein Onkel von Friedel Schirmer (1926–2014).